# 異裂吻魚
異裂吻魚（学名：Schismatorhynchos heterorhynchos）为輻鰭魚綱鯉形目鲤科的一種。分布於亞洲蘇門答臘及婆羅洲，體長可達到28.3公分，棲息在中底層水域。